# Pseudorhopus fuscus
Pseudorhopus fuscus är en stekelart som först beskrevs av Girault 1912.  Pseudorhopus fuscus ingår i släktet Pseudorhopus och familjen sköldlussteklar. Inga underarter finns listade i Catalogue of Life.